# Ovovia della Malanotte

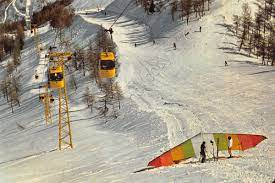
Ovovia della Malanotte negli anni 70

L'ovovia della Malanotte si trovava nel comune di Frabosa Soprana, in provincia di Cuneo. Venne costruita nel 1970 dalla ditta Ceretti e Tanfani, per poi essere smantellata e sostituita da due seggiovie biposto Dopplemayr nel 1999. 

## Storia
L'ovovia della Malanotte venne costruita nella nuova frazione "Mongrosso" di Frabosa Soprana, nel 1970, dalla ditta Ceretti e Tanfani. Quest'impianto fu uno dei primi in Italia ad essere ad ammorsamento automatico (in realtà, era ad ammorsamento semiautomatico, in quanto l'operatore di stazione doveva a tutti gli effetti "lanciare" la cabina in linea) in Italia: era anche una delle più lunghe, in quanto la sua lunghezza era di circa 2.800 m. Quest'ovovia, assieme alla più famosa seggiovia del Monte Moro, fecero diventare famosa la cittadina di Frabosa Soprana, che arrivò ad essere molto conosciuta in tutta la provincia di Cuneo e nel Piemonte. 
Purtroppo, quest'ovovia non ebbe vita lunga, infatti, dopo soli 15 anni di servizio, venne dismessa ed abbandonata, nel 1985, in quanto a valle la neve mancava spesso e, di conseguenza, la società che la faceva girare fallì. Il suo smantellamento, però, avvenne solo 14 anni dopo, nel 1999: in quell'anno, come sostituzione, vennero costruite due seggiovie biposto Dopplemayr, cosicché, anche se a valle la neve non c'è, si può anche solo sciare sulla parte alta della pista della Malanotte. 

## Curiosità
- Fu una delle prime ovovie ad ammorsamento automatico ad essere costruite in Italia
- Fu una delle più lunghe ovovie di quel tempo.

## Galleria d'immagini

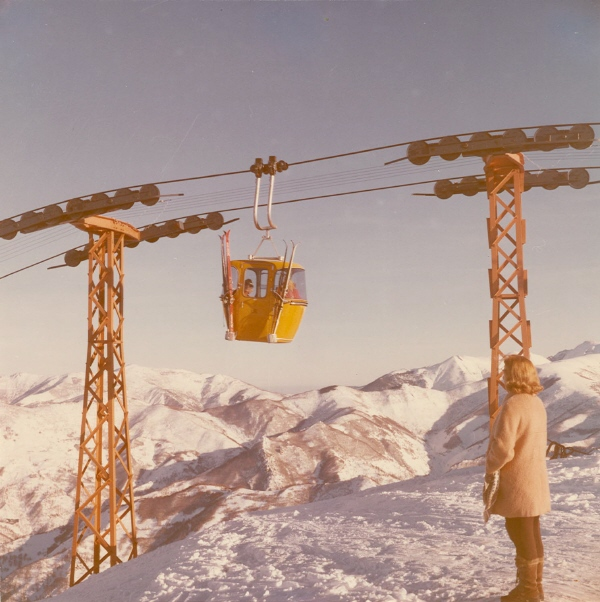
Particolare di una cabina quadriposto
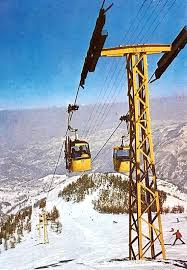
Linea dell'ovovia nel famoso "Muro di Malanotte"
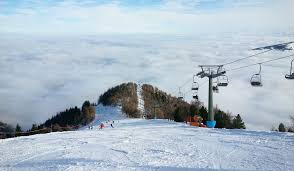
Il famoso "Muro di Malanotte" oggi con la seggiovia biposto
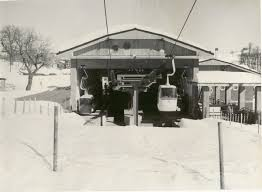
Stazione a valle dell'ovovia